# Selma Baccar
Selma Baccar o Salma Baccar (Túnez, Túnez, 15 de diciembre de 1945) es una cineasta, productora y política feminista tunecina. Es considerada pionera en el cine y en la política, en el primer ámbito es la primera mujer en rodar un largometraje en su país y en el segundo, además de crear manifiestos a través de sus películas centrados en los derechos de las mujeres, es la primera en dirigir un bloque legislativo en el poder legislativo tunecino.

## Biografía

### Primeros años
Selma Baccar nació el 15 de diciembre de 1945 en Túnez. Su familia se mudó a Hammam-Lif cuando ella tenía siete años. Creció como musulmana por sus padres y ha peregrinado a La Meca con su familia dos veces; sin embargo, se identifica como agnóstica. Estudió psicología de 1966 a 1968 en Lausana y se mudó de esa ciudad después de 2 años para estudiar cine en París en el Institut Francais de Cinema. Se afilió a la Federación Tunecina de Cineastas Aficionados, donde trabajó como asistente de dirección de una serie de televisión tunecina.

### Carrera
A la edad de 21 años, en 1966, Selma Baccar comenzó a realizar cortometrajes junto con otras mujeres en el club de cine amateur de Hammam-Lif. Sus películas tratan sobre los problemas y los derechos de las mujeres en Túnez. Su primer cortometraje, realizado en 1966, fue una película en blanco y negro llamada L'Eveil, que abordó la liberación de la mujer en Túnez, misma que recibió elogios de la crítica. Baccar dirigió su primer largometraje en 1975 titulado Fatma 75, considerada como una "película pionera" en Túnez, además de ser el primer largometraje dirigido por una mujer en ese país. Fatma 75 fue, según Van de Peer, "una película de ensayo feminista sobre el papel de la mujer en Túnez". La película utilizó un estilo didáctico para abordar el feminismo, por lo que escenas enteras fueron censuradas por el Ministerio de Información de Túnez y no pudo verse en salas de cine comerciales por muchos años. Su segundo largometraje, Habiba M'sika (1994), fue una película biográfica de una famosa cantante y bailarina tunecina, Marguerite Habiba Msika. En tanto Flowers of Oblivion contó la historia de Zakia, un adicto al opio en un hospital psiquiátrico en la Túnez gobernada por Vichy en la década de 1940. Selma Baccar es dueña de su propia productora afiliada a Intermedia Productions junto con otras directoras destacadas con el fin de hacer películas y comerciales. Baccar también ha producido varios cortometrajes.
El activismo de Baccar por los derechos de las mujeres tunecinas la llevó a tener una activa carrera política. Se convirtió en miembro del partido político Al Massar. En octubre de 2011 fue elegida miembro de la Asamblea Constituyente y en 2014 se convirtió en presidenta del grupo parlamentario de demócratas en Túnez y vicepresidenta del grupo demócrata, convirtiéndose con ello "la primera y única mujer en presidir un bloque parlamentario" en Túnez.

## Filmografía

### Películas destacadas
- 1976: Fatma 75
- 1994: Habiba M'sika / La Danse du feu / La danza del fuego
- 2006: Knochkhach / La Fleur de l'oubli / La flor del olvido
- 2017: El Jaida

### Otras películas
- 1966: L'Eveil (director) (cortometraje)
- 1985: De la toison au fil d'or / The Golden Fleece (director) (cortometraje)
- 1989: Moon Child (Productor) (cortometraje)[7]
- 2010: Baydha (Tabou) (Productor)
- 2016: Peluche (Productor)

### Series de televisión
- 1996: Le Secret des métiers
- 1997: Femmes dans notre mémoire
- 2002: Farhat Lamor ( Joie d'une vie )
- 2005: Chara Al Hobb
- 2006: Nwassi w Ateb
- 2006: Assrar âailya
- 2007: Chaâbane fi Ramadhane
- 2007: Kamanjet Sallema
- 2007: Layali el bidh

## Premios y reconocimientos
- En 1968, L'Eveil recibió un premio en los festivales de cine de Kelibia y Sfax.
- En 1979, Fatma 75, ganó la medalla de oro en el Festival de Cine de Mannhiem.
- 2014: Caballero de la Orden Nacional del Mérito de Túnez
- 2015: Oficial de la Orden de la República de Túnez